# Championnat du monde d'échecs 1986
Pour un article plus général, voir Championnat du monde d'échecs.

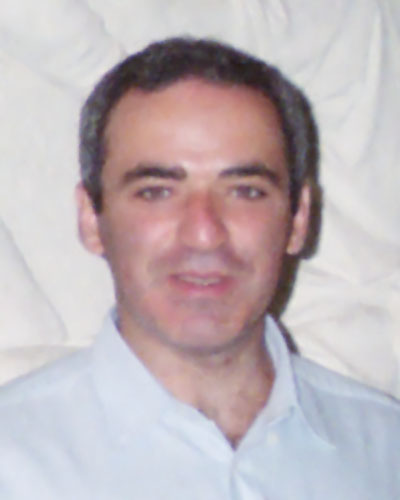
Le champion Garry Kasparov

Le Championnat du monde d'échecs 1986 correspond au match revanche entre Garry Kasparov, tenant du titre et Anatoli Karpov. Il a eu lieu à Londres et Leningrad du 28 juillet au 8 octobre 1986. Il a été remporté par Kasparov.
C'est la troisième rencontre entre les deux joueurs pour le titre.
La date du début du match a fait l'objet d'âpres discussions, le président de la Fédération internationale des échecs, Florencio Campomanes exigeant un début en février 1986, soit trois mois seulement après la fin du match précédent, tandis que Kasparov demande que le match revanche n'ait pas lieu avant un an. Finalement, la fédération soviétique fait adopter une position de compromis par les joueurs, le début du match étant fixé au mois de juillet, ce que la FIDE entérine.
C'est la première fois qu'un match de championnat du monde entre deux Soviétiques se déroule partiellement en dehors de l'URSS. Les organisateurs britanniques célèbrent également le 100e anniversaire du match Zukertort - Steinitz, considéré comme le premier du genre.
Lothar Schmid est désigné comme arbitre de la rencontre.

## Résultats
Le vainqueur est le premier joueur à remporter six victoires avec toutefois une limite de 24 parties. Si ce nombre est atteint, le vainqueur sera le candidat comptant alors le plus de victoire. En cas d'égalité, le champion du monde conserve son titre. 
|                | 1 | 2 | 3 | 4 | 5 | 6 | 7 | 8 | 9 | 10 | 11 | 12 | 13 | 14 | 15 | 16 | 17 | 18 | 19 | 20 | 21 | 22 | 23 | 24 | Points |
| -------------- | - | - | - | - | - | - | - | - | - | -- | -- | -- | -- | -- | -- | -- | -- | -- | -- | -- | -- | -- | -- | -- | ------ |
| Garry Kasparov | ½ | ½ | ½ | 1 | 0 | ½ | ½ | 1 | ½ | ½  | ½  | ½  | ½  | 1  | ½  | 1  | 0  | 0  | 0  | ½  | ½  | 1  | ½  | ½  | 12,5   |
| Anatoli Karpov | ½ | ½ | ½ | 0 | 1 | ½ | ½ | 0 | ½ | ½  | ½  | ½  | ½  | 0  | ½  | 0  | 1  | 1  | 1  | ½  | ½  | 0  | ½  | ½  | 11,5   |

Le déroulement des 24 parties fut le suivant :
| Partie | Ouverture              | Nb de coups | Blancs   | Noirs    | Résultat       | Score             |
| ------ | ---------------------- | ----------- | -------- | -------- | -------------- | ----------------- |
| 1      | défense Grünfeld       | 21          | Karpov   | Kasparov | nulle          |                   |
| 2      | Défense nimzo-indienne | 52          | Kasparov | Karpov   | nulle          |                   |
| 3      | défense est-indienne   | 35          | Karpov   | Kasparov | nulle          |                   |
| 4      | défense nimzo-indienne | 41          | Kasparov | Karpov   | Kasparov gagne | Kasparov mène 1-0 |
| 5      | défense Grünfeld       | 32          | Karpov   | Kasparov | Karpov gagne   | égalité 1-1       |
| 6      | défense russe          | 70          | Kasparov | Karpov   | nulle          | égalité 1-1       |
| 7      | gambit dame            | 41          | Karpov   | Kasparov | nulle          | égalité 1-1       |
| 8      | gambit dame            | 31          | Kasparov | Karpov   | Kasparov gagne | Kasparov mène 2-1 |
| 9      | défense Grünfeld       | 20          | Karpov   | Kasparov | nulle          | Kasparov mène 2-1 |
| 10     | gambit dame            | 43          | Kasparov | Karpov   | nulle          | Kasparov mène 2-1 |
| 11     | défense Grünfeld       | 41          | Karpov   | Kasparov | nulle          | Kasparov mène 2-1 |
| 12     | gambit dame            | 34          | Kasparov | Karpov   | nulle          | Kasparov mène 2-1 |
| 13     | défense est-indienne   | 40          | Karpov   | Kasparov | nulle          | Kasparov mène 2-1 |
| 14     | partie espagnole       | 41          | Kasparov | Karpov   | Kasparov gagne | Kasparov mène 3-1 |
| 15     | défense Grünfeld       | 29          | Karpov   | Kasparov | nulle          | Kasparov mène 3-1 |
| 16     | partie espagnole       | 41          | Kasparov | Karpov   | Kasparov gagne | Kasparov mène 4-1 |
| 17     | défense Grünfeld       | 31          | Karpov   | Kasparov | Karpov gagne   | Kasparov mène 4-2 |
| 18     | défense nimzo-indienne | 58          | Kasparov | Karpov   | Karpov gagne   | Kasparov mène 4-3 |
| 19     | défense Grünfeld       | 40          | Karpov   | Kasparov | Karpov gagne   | égalité 4-4       |
| 20     | partie catalane        | 21          | Kasparov | Karpov   | nulle          | égalité 4-4       |
| 21     | défense ouest-indienne | 45          | Karpov   | Kasparov | nulle          | égalité 4-4       |
| 22     | gambit dame            | 46          | Kasparov | Karpov   | Kasparov gagne | Kasparov mène 5-4 |
| 23     | ouverture anglaise     | 32          | Karpov   | Kasparov | nulle          | Kasparov mène 5-4 |
| 24     | défense ouest-indienne | 41          | Kasparov | Karpov   | nulle          | Kasparov mène 5-4 |

## Parties remarquables
- Kasparov - Karpov, 16e partie, 1-0
- Kasparov - Karpov, 18e partie, 0-1
- Kasparov - Karpov, 22e partie, 1-0